# ナナナナナイロ
『ナナナナナイロ』は、日本のテクノポップユニットPerfumeの楽曲。
2019年7月5日にデジタルシングルとして配信され、同年9月18日発売のベストアルバム『Perfume The Best “P Cubed”』に収録された。

## 概要
本作は中田ヤスタカが作詞・作曲・編曲を担当。台湾ロケを行ったクラシエ「肌美精シートマスク」のCMソングとしてタイアップされ、CMのために書き下ろされた楽曲である。

## ミュージック・ビデオ
2019年7月5日にYouTubeでリリックビデオが公開された。映像はクラシエCMと連動しており、台湾の観光名所である以下の地域で撮影が行われた。
- 高雄・六合夜市 – 屋台や夜市の風景
- 台南・四草緑色隧道 – マングローブ林を進むボートの映像
- 新北市・十分老街 – ランタン飛ばしのシーン
- 電車車内 – 台湾鉄路管理局のDR1000型ディーゼル客車に似た内装が確認される[要出典]。

## ランタン飛ばし
CMおよびMVのクライマックスシーンとして、十分老街でのランタン飛ばしが描かれている。メンバー3人がランタンに願いを書き、線路上から夜空に放つ様子が幻想的に映されている。なお、ランタンに記されたメッセージの内容は公表されていないが、YouTubeに公開されているMVでは「新しいことをなんでも楽しむ」「夢を未来に変えていく」「挑戦を続ける」などのメッセージが確認できる。

## ライブ披露
本楽曲は以下のイベント・公演にて演奏された。
- THE MUSIC DAY 2019（2019年7月6日、日本テレビ） – 番組内でテレビ初披露[4]。
- Perfume 8th Tour 2020 “P Cubed” in Dome（2020年2月） – 同名ツアーのセットリストに含まれ、2020年9月2日発売のBlu-ray/DVDにライブ映像が収録された[5]。